# Administració d'empreses
L’administració d'empreses (també anomenada direcció d'empreses, gestió d'empreses o administració de negocis) és la ciència social que aborda el procés de planificar, organitzar, dirigir i controlar els recursos i activitats d'una organització per assolir els seus objectius. Això inclou la gestió de recursos humans, financers, tecnològics i materials per maximitzar l'eficiència i l'eficàcia d'una organització. L'administració d'empreses implica la presa de decisions en àrees clau com l'estratègia empresarial, la gestió d'operacions, la comercialització i les vendes, la gestió financera i la gestió de recursos humans. Els administradors d'empreses utilitzen tècniques i eines de gestió per tal de garantir que l'organització operi de manera efectiva i eficient, i per garantir que s'assoleixin els objectius i les metes de l'organització.
És una activitat que coordina les persones, recursos i sistemes de l'organització, pren i inicia les decisions concretes que s'han de prendre per assolir els objectius, per tal d'assolir els objectius marcats per la direcció en el seu gestió de l'activitat i utilitzant els mitjans donats de la manera més eficaç. Així, en ser responsable de la gestió i de les decisions estratègiques, l'administració és responsable de les tasques diàries, implementant les polítiques i els programes establerts per la direcció. Així, la funció de l'administració és fonamentalment executiva, aplicant els criteris establerts en la gestió.

## Visió general
L'administració d'una empresa inclou la realització o la gestió de les operacions empresarials i la presa de decisions, així com l'organització eficient de les persones i altres recursos per dirigir les activitats cap a metes i objectius comuns. En general, "administració" es refereix a la funció de gestió més àmplia, incloent els serveis associats de finances, personal i MIS.
El seu objectiu és millorar la relació entre productivitat, qualitat, costos, administració, distribució i logística, així com temps de producció, relació de treballadors operaris i de confiança per millorar de manera contínua i eficient la competitivitat d'una empresa. La seva finalitat és assolir metes determinades en terminis de temps òptim constant per augmentar la productivitat i la competitivitat.
Un altre element comparatiu és el pas del temps i el seu efecte a tota l'organització. En un automòbil, les parts mecàniques es desgastaran amb el temps, però en estar normalitzades es podran substituir per altres, segons un programa de manteniment que permetrà que el vehicle segueixi funcionant. En el cas de les persones, amb el temps aniran canviant: la percepció, l'experiència, la motivació. El procés d'envelliment afectarà la seva actitud i comportament. A més, els grups de persones dins de l'organització actuen de manera diferent segons el moment de la vida en què es trobin. Tot canvi imposat al grup (per exemple, un canvi al personal), n'alterarà la naturalesa, fins i tot les expectatives. Aquest exemple determina la importància que té en la gestió general de l'empresa el desenvolupament dels recursos humans. Per tant, és bàsic que el responsable d'aquesta funció conegui els aspectes essencials de l'organització i no la consideri un mer sistema mecànic; altrament, sens dubte fracassarà en els seus objectius.
L'administració pot referir-se a l'execució burocràtica o operativa de les tasques rutinàries d'oficina, generalment orientades internament i reactives més que proactives. Els administradors, a grans trets, participen en un conjunt comú de funcions per assolir els objectius d'una organització. Henri Fayol (1841-1925) va descriure aquestes "funcions" de l'administració d'una empresa com " els cinc elements de l'administració ". Segons Fayol, les cinc funcions de l'administrador són planificar, organitzar, manar, coordinar i controlar. Sense una gestió empresarial adequada, una empresa no pot utilitzar els seus recursos correctament, per tant, és el terme més important per dirigir una empresa comercial.

## Història
L'administració s'ha basat, des dels antics egipcis als comerciants sumeris, en mètodes organitzatius d'acord amb l'església i les antigues milícies. Les empreses eren guiades basant-se en aquests mètodes sense importar que fossin grans o petites, però no se sentien obligades a fer front sistemàticament a les aplicacions de l'administració. Així, de mica en mica, les innovacions de l'administració van anar creant extensions base, com ara els números àrabs i l'aparició de la comptabilitat. Aquestes àrees ja esmentades van proporcionar un plantejament millor i el control de l'organització quantitativament. No va ser fins al segle XIX quan es van crear les primeres publicacions sobre l'administració, però d'una manera científica. A part d'aixó, va tenir lloc la revolució industrial.
Una altra tendència de la gestió empresarial que aborda els processos es coneix com la millora contínua (Kaizen, en la seva versió japonesa). Aquesta és una altra eina des de la qual es treballen els processos i se sotmeten a una millora continuada. L'experiència japonesa en els seus mètodes de treball en equip i la participació de tot el seu personal en les millores empresarials va popularitzar els avantatges obtinguts en la revisió i el repte continu dels processos empresarials.
El model de mètode sistemàtic o científic de millora de processos ha estat difós per tot el món per Kaoru Ishikawa. Aquest autor es basa en el recorregut d'una sèrie de passos o etapes, des de la detecció d'un problema o d'una possibilitat de millora (el motor pot ser una sèrie de defectes detectats, o una nova possibilitat tecnològica o organitzativa). estudi a la recerca de les causes, de possibles perfeccionaments o solucions, l'elecció de la solució o conjunt de solucions que semblen idònies, fins a arribar a la seva implantació i a la mesura de les millores aconseguides.

## Tècniques de gestió empresarial
- Anàlisi estratègica: Diagnosticar l'escenari, identificar els escenaris polítics, econòmics i socials, així com internacionals i nacionals més probables, analitzar els agents empresarials exògens a l'empresa.
- Gestió organitzacional o procés administratiu: Planificar l'anticipació de tasques futures de l'empresa i la fixació de l'estratègia i les metes o objectius que l'empresa ha de complir; organitzar i determinar les funcions i l'estructura necessàries per assolir l'objectiu establint l'autoritat i assignant responsabilitat a les persones que tindran a càrrec seu aquestes funcions.
- Gestió de la tecnologia d'informació: Aplicar els sistemes d'informació i de comunicació intra i extra empresa a totes les àrees de l'empresa, per prendre decisions adequades en conjunt quant a l'ús d'Internet.
- Gestió financera: Obtenir diners i crèdit al menor cost possible, així com assignar, controlar i avaluar l'ús de recursos financers de l'empresa, per aconseguir màxims rendiments, portant un registre comptable adequat.
- Gestió de recursos humans: Utilitzar la força de treball de la manera més eficient possible preocupant-se del procés d'obtenció, manutenció i desenvolupament del personal.
- Gestió d'operacions, logística de proveïment i distribució: Subministrar els béns i serveis que satisfaran les necessitats dels consumidors, transformant un conjunt de primeres matèries, mà d'obra, energia, informació específica.... entre altres factors, en productes finals degudament distribuïts.
- Gestió ambiental: Contribuir a crear consciència sobre la necessitat d'aplicar a l'empresa i polítiques de defensa del medi ambient.

## Graus acadèmics
El grau en administració d'empreses (en anglès: Busines administration), és una carrera universitària que s'enfoca a la gestió i administració d'empreses i organitzacions. Els estudiants aprenen sobre finances, màrqueting, recursos humans, comptabilitat i altres temes relacionats amb la gestió empresarial.
A la península ibèrica entre les universitats on es pot estudiar ciències empresarials hi ha: la Universitat Ramon Llull, la Universitat de Lleida, la Universitat de Barcelona, l'IE University, la Universitat de Navarra, la Universitat Carles III de Madrid, la Universitat de Lisboa, la Universitat d'Oporto i la Universitat Catòlica Portuguesa.

### Llicenciat en administració d'empreses
El grau en administració d'empreses (BBA, BBA, BSBA, BSBA, BS, BS o B.Sc.) o el grau en comerç (Bcom. o BComm) és un grau en comerç i administració d'empreses. La durada del grau és de quatre anys als Estats Units i de tres anys a Europa. El grau està dissenyat per donar un ampli coneixement dels aspectes funcionals d'una empresa i la seva interconnexió, alhora que permet l'especialització en una àrea concreta. El grau també desenvolupa les habilitats pràctiques, de gestió i comunicació de l'estudiant i la capacitat de presa de decisions empresarials per tenir èxit en el món competitiu. Molts programes incorporen formació i experiència pràctica, en forma de projectes de casos, presentacions, pràctiques, visites industrials i interacció amb experts del sector.

### Màster en Administració d'Empreses
El màster en administració d'empreses (MBA o MBA) és un màster en administració d'empreses amb un enfocament important en la gestió. El títol de MBA es va originar als Estats Units a principis del segle xx, quan la nació es va industrialitzar i les empreses van buscar enfocaments científics a la gestió. Els cursos bàsics d'un programa de MBA cobreixen diverses àrees de negoci, com ara comptabilitat, finances, màrqueting, recursos humans i operacions de la manera més rellevant per a l'anàlisi i l'estratègia de gestió. La majoria dels programes també inclouen cursos optatius.

### Doctor en Administració d'Empreses
El doctor en administració d'empreses (DBA, DBA, DrBA o Dr.BA) és un doctorat en recerca atorgat sobre la base d'estudis i investigacions avançades en el camp de l'administració d'empreses. El DBA és un grau terminal en administració d'empreses, i és equivalent al doctorat en administració d'empreses.

### Doctorat en gestió
El doctorat en Direcció d'Empreses és la titulació acadèmica més alta que s'atorga en l'estudi de la gestió empresarial. El grau està dirigit a aquells que busquen carreres de recerca i docència acadèmiques com a professors o professors en l'estudi de la gestió a les escoles de negocis d'arreu del món.

### Doctor en gestió
Una forma més nova de doctorat en gestió és el doctor en gestió (DM, D.Mgt., DBA o DMan). És un títol de doctorat atorgat a una persona formada a través d'estudis i investigacions avançades en la ciència aplicada i la pràctica professional de la gestió. Aquest doctorat té elements tant de recerca com de pràctica relatius a preocupacions socials i de gestió dins de la societat i les organitzacions.

### Aspectes crítics de la gestió empresarial
El pensament estratègic, el lideratge, la resolució de problemes, la comunicació i la capacitat de treballar eficaçment amb una àmplia gamma de persones i organitzacions es troben entre les habilitats i competències clau que requereixen els directius eficaços. Els directius també han de ser capaços d'equilibrar les necessitats i els interessos de les diferents parts interessades, com ara els empleats, els clients, els accionistes i la comunitat en general (2023). La gestió és un aspecte crític de qualsevol organització d'èxit i requereix una àmplia gamma d'habilitats, coneixements i experiència. Tant si es gestiona un petit equip com una gran corporació, una gestió eficaç és essencial per assolir l'èxit i impulsar el creixement. Un altre aspecte crític de la gestió empresarial és gestionar i motivar els empleats de manera eficaç. Els directius han de ser capaços de fomentar un entorn de treball positiu i productiu, així com reconèixer i recompensar els empleats que contribueixen a l'èxit global de l'organització. Això pot incloure oferir oportunitats de desenvolupament i creixement professional, així com establir canals de comunicació clars i garantir que tothom entengui el seu paper i les seves responsabilitats.